# Mariusz Pudzianowski
Mariusz Zbigniew Pudzianowski, né le 7 février 1977 à Biała Rawska, et plus connu sous le nom de scène de « Pudzian » ou « Pudzilla », est un pratiquant polonais de sport de force et d'arts martiaux mixtes (MMA).
Surnommé « Super Mariusz », en référence à Super Mario, il a été cinq fois vainqueur de la compétition The World's Strongest Man, entre 2002 et 2008. Cette performance constitue un record. Il mesure 1,86 m et pèse 119 kg. En 2009, il se lance dans les arts martiaux mixtes.

## Carrière d'homme fort

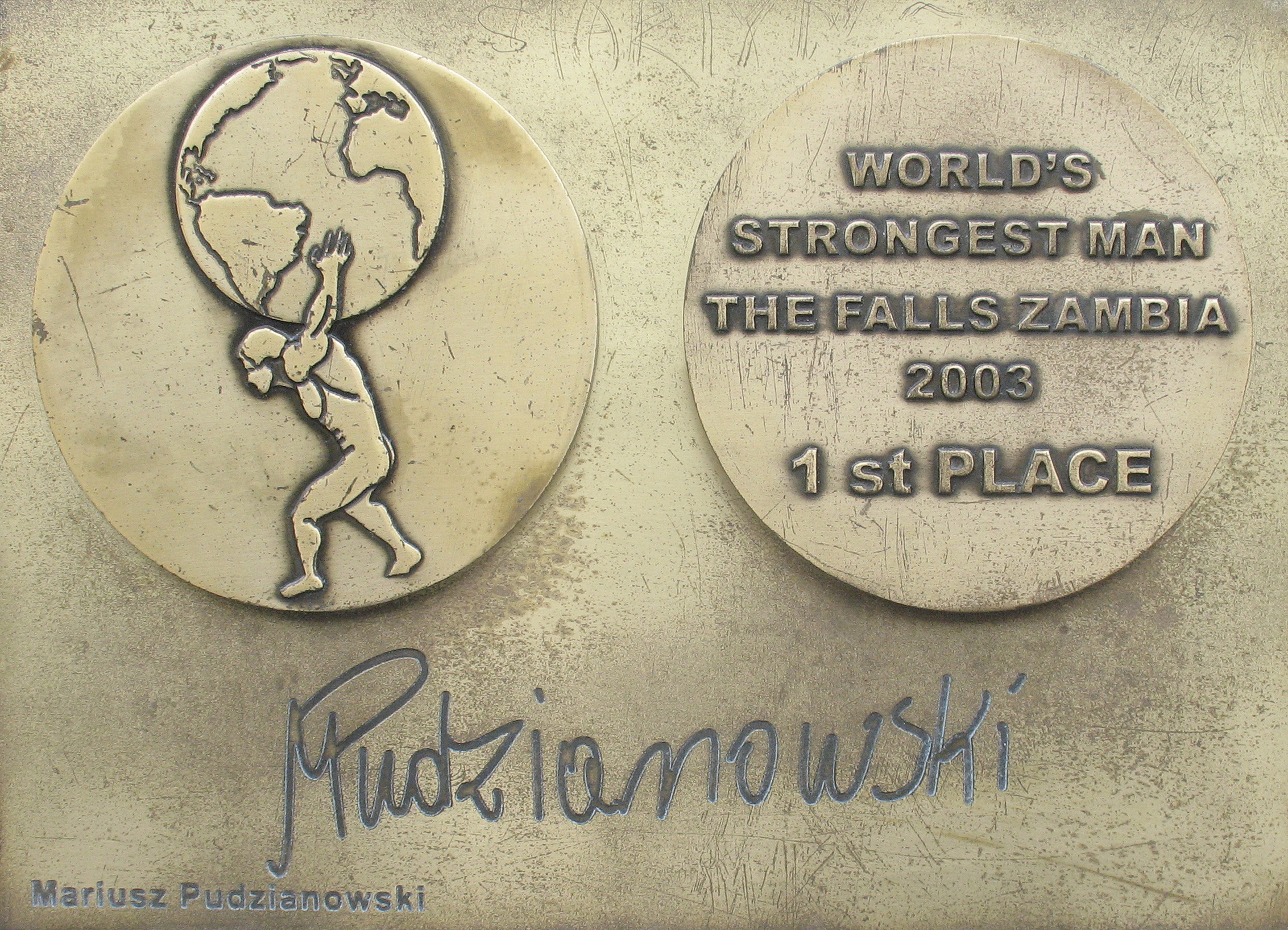
Réplique de médaille et autographe de M. Pudzianowski.

Pudzilla a commencé son entraînement à l'âge de 13 ans et demi. Il a commencé la compétition en 1999 à Płock, sur le plan national. En 2000, il se mesure aux autres champions, lors du World Strongest Man, et s'y classe quatrième. Il remporte le tournoi en 2002, puis en 2003. En 2004, il gagne le Strongman Super Series. En 2004, Pudzianowski perd son titre mondial et se classe troisième, mais est finalement disqualifié après avoir rendu un test positif. Il est ainsi exclu de toutes compétitions durant une année, puis signe son grand retour en 2005 en devenant à nouveau l'homme le plus fort de la planète. L'année suivante, il perd à nouveau son titre, après un duel acharné avec l'Américain Phil Pfister. En effet, le Polonais reste en tête après l'avant-dernière épreuve, mais chute lors de l'Atlas Stones. En 2007, il reconquiert à nouveau le titre suprême haut la main, et encore un nouveau titre en 2008 qui inscrit son nom au palmarès de la compétition, avec ses cinq trophées engrangés en sept ans de haut niveau.

## Carrière en arts martiaux mixtes
Ayant pratiqué auparavant la boxe anglaise en amateur, et ceinture verte de kyokushinkai, Mariusz Pudzianowski  fait ses débuts en arts martiaux mixtes (MMA) en décembre 2009, dans la fédération Konfrontacja Sztuk Walki (KSW), à Varsovie. Pour son premier combat, très médiatisé en Pologne, il affronte son compatriote, Marcin Najman, boxeur professionnel catégorie poids lourd. Mariusz Pudzianowski remporte le combat en 44 secondes, après avoir porté à Najman une série de low kicks et en lui assénant pour finir sur un ground and pound, gagnant par KO technique. 
En mai 2010, il affronte le Japonais Yusuke Kawaguchi : Pudzianowski remporte le combat, mais par décision : malgré sa force physique évidente, son endurance et son style de boxe sont jugés médiocres, y compris par son propre entraîneur, le boxeur et médaillé olympique, Krzysztof Kosedowski.
D'autres combats sont prévus contre Tim Sylvia, ancien champion de l'UFC, puis en septembre son compatriote et ancien champion olympique de judo, Pawel Nastula.

## Palmarès en arts martiaux mixtes
| Résultat      | Record  | Adversaire        | Méthode                             | Événement                   | Date              | Round | Temps | Lieu                      | Notes |
| ------------- | ------- | ----------------- | ----------------------------------- | --------------------------- | ----------------- | ----- | ----- | ------------------------- | ----- |
| Défaite       | 9-4 (1) | Peter Graham      | TKO (poings et coudes)              | KSW XXXII : Road to Wembley | 31 octobre 2015   | 2     | 2:00  | Londres, Angleterre       |       |
| Victoire      | 9-3 (1) | Rolles Gracie Jr  | KO (coup de poing)                  | KSW XXXI                    | 23 mai 2015       | 1     | 0:27  | Gdańsk, Pologne           |       |
| Victoire      | 8-3 (1) | Pawel Nastula     | Décision unanime                    | KSW XXIX                    | 6 décembre 2014   | 3     | 3:00  | Cracovie, Pologne         |       |
| Victoire      | 7-3 (1) | Oli Thompson      | Décision unanime                    | KSW XXVII                   | 17 mai 2014       | 2     | 5:00  | Gdańsk, Pologne           |       |
| Victoire      | 6-3 (1) | Sean Mc Corkle    | Décision unanime                    | KSW XXIV                    | 28 septembre 2013 | 2     | 5:00  | Łódź, Pologne             |       |
| Défaite       | 5-3 (1) | Sean Mc Corkle    | Soumission (kimura)                 | KSW XXIII                   | 8 juin 2013       | 1     | 1:57  | Gdańsk, Pologne           |       |
| Victoire      | 5-2 (1) | Christos Piliafas | TKO (coup de poing)                 | KSW XX                      | 15 septembre 2012 | 1     | 3:48  | Gdańsk, Pologne           |       |
| Victoire      | 4-2 (1) | Bob Sapp          | TKO (coup de poing)                 | KSW XIX                     | 12 mai 2012       | 1     | 0:39  | Łódź, Pologne             |       |
| Sans décision | 3-2 (1) | James Thompson    | Sans décision                       | KSW XVII                    | 26 novembre 2011  | 2     | 5:00  | Łódź, Pologne             |       |
| Défaite       | 3-2     | James Thompson    | Soumission (étranglement bras-tête) | KSW XVI                     | 21 mai 2011       | 2     | 1:06  | Gdańsk, Pologne           |       |
| Victoire      | 3-1     | Eric Esch         | Soumission                          | KSW XIV                     | 18 septembre 2010 | 1     | 1:15  | Łódź, Pologne             |       |
| Défaite       | 2-1     | Tim Sylvia        | Soumission                          | Moosin: God of Martial Arts | 21 mai 2010       | 2     | 1:43  | Worcester (Massachusetts) |       |
| Victoire      | 2–0     | Yusuke Kawaguchi  | Décision majoritaire                | KSW XIII                    | 7 mai 2010        | 2     | 5:00  | Katowice, Pologne         |       |
| Victoire      | 1–0     | Marcin Najman     | Soumission (coups de poing)         | KSW XII                     | 11 décembre 2009  | 1     | 0:43  | Varsovie, Pologne         |       |

## Divers
- Pudzianowski est aussi chanteur. En 2005, il a fondé un groupe, Pudzian Band, qui s'est produit lors de tournées en 2006 et 2007.
- En mai 2008, il est diplômé en relations internationales à l'École d'entrepreneuriat et de gestion de Łódź, son mémoire portant sur le marketing international dans le sport.
- De 2001 à 2002, il a passé 19 mois en prison pour agression. Selon ses dires, il s'agit d'une bagarre avec un chef mafieux local.
- Son frère, Krystian Pudzianowski, né le 15 avril 1981 (43 ans) est chanteur de disco polo.